# Rumble
Rumble (англ. , сленг. «Стенка на стенку») — сингл Линка Рея, выпущенный под названием группы Link Wray and his Raymen. Инструментальная рок-композиция оказала огромное влияние на последующее развитие гитарного рока, сёрф-рока, гаражного рока, хэви-метала и стала наиболее новаторской и значительной композицией Линка Рея.
В композиции впервые в рок-музыке были применены эффекты фузз и фидбэк. Также Линк Рей впервые применил вместо использовавшихся в рок-н-ролле ранее джазовых аккордов так называемый «power chord», на котором в классическом роке, а позже — в хэви-метале и панк-роке стали строиться все риффы.

## Список композиций
7":
1. Rumble
2. The Swag

## История создания композиции
Идея песни родилась у Линка Рея в 1956 году, после его возвращения с Корейской войны. По утверждению Линка, сам Иисус внушил ему идею композиции. Однако своё выражение она нашла позже, когда группа Link Wray and his Raymen, выступая на разогреве у группы The Diamonds, попыталась сыграть характерную для тех песню прото-рок-н-ролльного стиля «the stroll». Попытка вышла настолько сырой, что не была похожа на «the stroll» и стала чем-то совершенно особенным.
Песня впервые была исполнена на концерте в Фредериксберге (Виргиния) перед выступлением The Diamonds. Впечатление от неё оказалось настолько сильным, что Линка Рея четырежды вызвали на бис.
Милт Грант — человек, фактически исполнявший обязанности менеджера Ray Men, отослал демо успешной песни Арчи Блейеру, державшему лейбл «Cadence». Однако тот пожалел, что согласился записать песню. Линк Рей искал принципиально новый звук — «живой», грязный и агрессивный. Для этого он делал дыры в колонках и усилителях, таким «кустарным» способом впервые в роке добившись эффекта дисторшна. Это и немного фальшивящий бас послужило причиной отказа в выпуске композиции.
Песня была спасена дочерью Арчи Блейера. Ей очень понравилась песня, которая напоминала ей сцены бандитских разборок из мюзикла «Вестсайдская история». Именно она предложила название «Rumble» — «бандитская перестрелка» на сленге. Благодаря ей в 1958 году песня вышла на сингле и достигла немалого успеха — 16 место в национальном чарте, продано 4 миллиона копий.

## Звучание песни
Структура песни основана на 12-тактовом блюзе. Однако звучание гитары нетипично для блюза — в нём сочетаются «тяжёлый» дисторшн и эффект вибрато. Это сочетание позже стало определяющим для жанра сёрфа, на который Линк Рей оказал немалое влияние.
«Rumble» — инструментальная композиция. В ней звучат 2 электрогитары, бас-гитара и ударные. Звучание лидирующей гитарной партии — мрачное и пугающее (особенно по меркам 1958 года).

## Версии
- Первоначально «Rumble» называлась «Oddball»[9].
- Версия под названием «Rumble» вышла на дебютном альбоме Линка Рея «Link Wray & The Wraymen» (куда вошла и «Rumble»), а позже была включена в сборник 1993 г. «Rumble! The Best Of Link Wray». Общая стилистика «Rumble» в этой версии сохранена, однако использована несколько другая мелодия, а в аранжировке звучит пианино. Многие считают, что эта версия значительно уступает окончательной[10].
- Альтернативная версия «Rumble» вышла на сборнике 1963 г. «Early Recordings». Намеренная лёгкая расстроенность инструментов, чуть более медленный темп, использование мрачной органной партии и ещё более сильные эффекты эха и вибрато делают саунд этой версии, возможно, даже более давящим и тяжёлым, чем в сингловой версии «Rumble».

## Интересные факты
- «Rumble» из-за пугающего звучания и сомнительного названия была запрещена к проигрыванию на нескольких городских радиостанциях. Это первый и, возможно, последний случай, когда подобный запрет касался инструментальной композиции[11].
- Пит Тауншенд (The Who) говорил: «Если бы не было Линка Рея и его „Rumble“, я бы никогда не взял в руки гитару»; «Я помню, что в первый раз было довольно тяжело её слушать. Именно она привела к возникновению бешеного гаражного саунда». Влияние «Rumble» очень заметно в музыке ранних The Who, а также огромного количества других групп 60-х и 70-х[12].
- «Rumble» звучит в фильме Квентина Тарантино «Криминальное чтиво», в фильме «День независимости», в фильме Теда Демме «Кокаин» и «Гонщиках» Роберта Родригеса.

## Кавер-версии и посвящения
- «The Shadows» в 1960 году записали композицию «The Rumble», в которой чувствуется влияние «Rumble» Линка Рея.
- Композитор Джек Ницше выпустил оркестровую обработку «Rumble» в 1963 году.
- Версия «The Sonics» вышла на сборнике «The Savage Young Sonics» (2001).
- Версия «The Dave Clark Five» вышла в 1964 году на альбоме «The Dave Clark Five Return»[13].
- Версия Дуэна Эдди вышла в 1965 году[14].
- Версия американской рок-группы «P» была представлена на Austin Music Awards 1993 года. Видео запись песни доступна на YouTube.
- «The Kingsmen», Боб Дилан, Брюс Спрингстин, «The Hives» исполняли «Rumble» на концертах.
- Песня с аналогичным названием (и смыслом) присутствует на альбоме «Golden Arms Redemption» (1999) рэпера U God.

### Видео наYouTube
- C DVD «The Rumble Man».
- В 1978 г.
- В 1998 г.
- В 2005 г.
- The Hives исполняют Rumble.
- The Renfields исполняют Rumble.